# 辛子蓮根
辛子蓮根（からしれんこん。からし蓮根と表記されることが多い）は、蓮根の穴に辛子味噌を詰め込み、黄色い衣を付けて油で揚げた熊本県の郷土料理である。同様に「辛子」を冠する明太子などとは異なり、唐辛子ではなく和辛子を用いたものが一般的である。

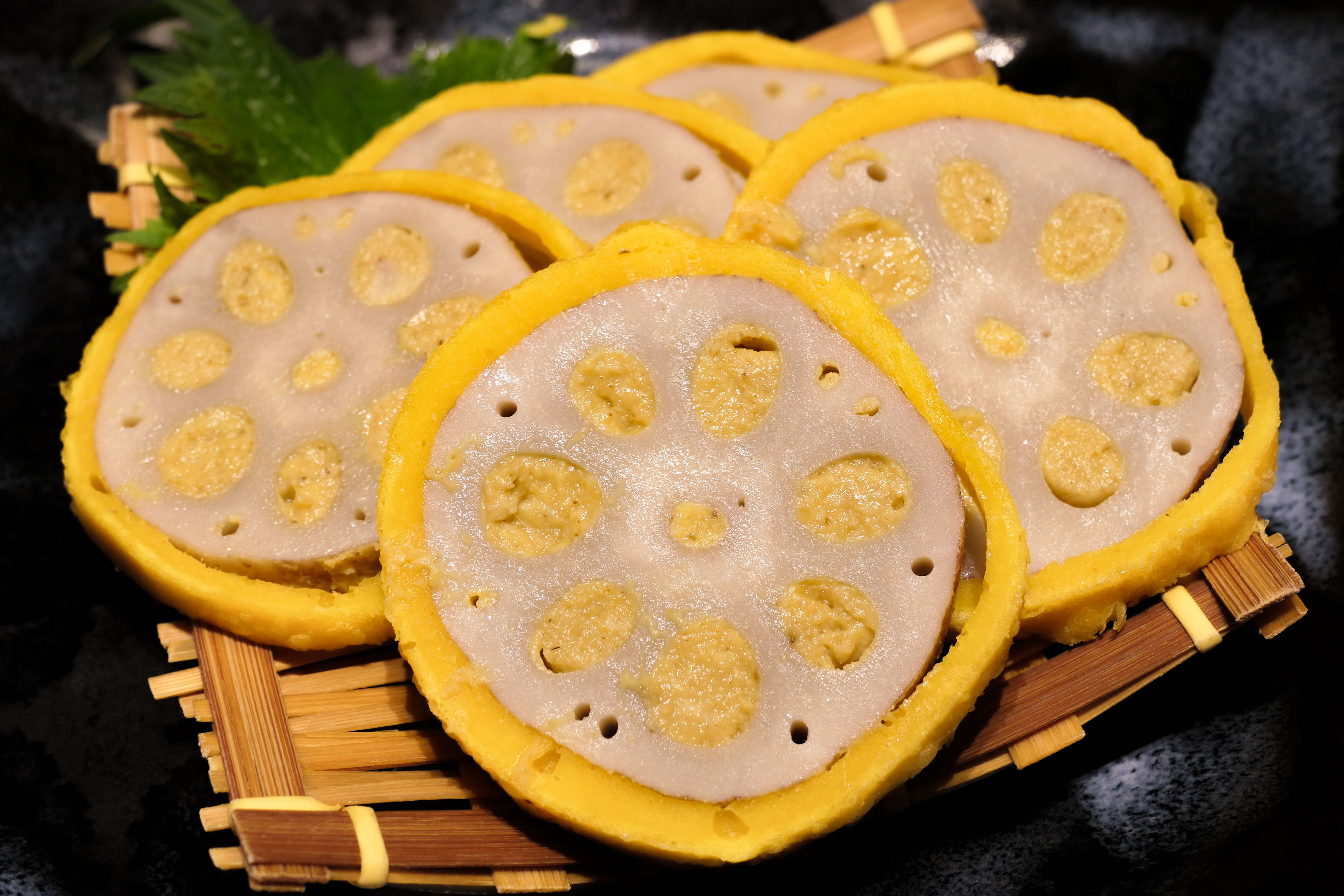
辛子蓮根

## 概要
八代市や熊本市を中心に、熊本県全域で食される。季節を問わず普段から惣菜や酒のつまみとして食べられているほか、お盆や祭りなどハレの日の行事食でもある。蓮根は「先を見通せる」縁起物であるため、正月のおせち料理の一品としてもよく食される。熊本では日常的に目にする料理であり、専門店に加えてスーパーマーケットや物産館でも販売され、また郷土料理店だけでなく和食店や居酒屋のメニューにも並ぶ。
5mmから10mm程度の厚さに輪切りにしてそのまま食べるのが一般的であるが、家庭によっては醤油やマヨネーズをつけて食べる。近年のアレンジレシピとして、辛子蓮根を使ったコロッケ、辛子蓮根を挟んだサンドイッチやハンバーガー、辛子蓮根を油で揚げた「からしれんこんチップス」などがある。福岡県では、辛子味噌の代わりに明太子を用いた「明太子蓮根」「辛子めんこん」なるバリエーションが販売されている（うえやまとちの漫画『クッキングパパ』では「からしめんこん」の名称で登場）。

## 歴史
辛子蓮根の由来については、以下のような伝説がある。なお、衣が付くようになったのは実際には明治以後のようである。
熊本藩初代藩主細川忠利は生来病弱であった。寛永9年（1632年）、前任地（小倉藩領）である豊前国耶馬渓羅漢寺の禅僧・玄宅が忠利を見舞った際、造血作用があり、加藤清正によって非常食として熊本城外堀で栽培されていた蓮根を食べるよう勧めたが、忠利は蓮根を「泥の中で育った不浄なもの」として箸をつけようとしなかった。そこで藩の賄方であった平五郎が、蓮根の穴に和辛子粉を混ぜた麦味噌を詰め、麦粉・空豆粉・卵の黄身の衣をつけて菜種油で揚げたものを忠利に献上した。忠利は献上された辛子蓮根を常食するほどに気に入り、食欲も増してみるみる剛健になった。この逸話から、熊本では辛子蓮根には健康食というイメージが根付いている。平五郎は辛子蓮根を考案した褒美に、脇差し一振り、小判10枚、さらに苗字帯刀を許されたという。
輪切りにした断面が細川家の家紋（九曜紋）に似ることもあって、忠利は辛子蓮根の製法を門外不出とした。明治維新以降、庶民の間でも食べることが許され、熊本の郷土料理として広く親しまれるようになった。
現在では熊本名物として日本全国に知られるようになり、熊本日日新聞・西日本新聞・南日本新聞が2022年2月に行った「熊本のお土産と言えば何か」という合同アンケートで辛子蓮根がベスト3に入るなど、熊本土産としてもなくてはならない存在となっている。

## 製法
辛子蓮根の製法は江戸時代からほとんど変わっていない。和辛子粉を入れるのはのぼせ止めのため（かつて油ものを食べるとのぼせるとされていた）、空豆粉を入れるのは時間が経って固くなるのを防ぐためとされる。
辛子味噌は蓮根の穴に隙間無く詰め込む。家庭であれば、バットのような容器に辛子味噌を山盛り型に置き、蓮根の断面を上から数回押し付けるのがもっとも簡単な詰め方である。製造業者などで大量生産する際は、辛子味噌を50cm程の山盛りにしておき、蓮根の断面を上から山を削るように押しつけて詰める。
辛子味噌を詰めた蓮根は5時間以上置く。その後、小麦粉・ターメリック・水を粘りが出るように混ぜ合わせて作った揚げ衣を、たっぷり満遍なくつけて中温（180度）の油で揚げる。油は通常菜種油を使うため、衣のターメリックとの相乗効果で出来あがりは黄色く発色する。

## 食中毒事件
1984年（昭和59年）6月、辛子蓮根製造業者の株式会社三香が製造、販売した真空包装の辛子蓮根によるボツリヌス菌の集団食中毒事件が発生し、36名が中毒症状に陥りうち11名が死亡した。その後の調査で工場で使用途中の生からし粉から菌の毒素が検出され、また、同一ロットの未開封品2袋からも毒素と菌が検出された。何らかの原因でからし粉に菌の微量汚染が起こり、このからし粉を使用した辛子蓮根が、真空包装の工程ののちに相当期間冷蔵されたことが嫌気性のボツリヌス菌にとって好環境となり、汚染が進んだものとされている。
株式会社三香のずさんな衛生管理には非難と批判が集まり、この食中毒事件を受けて熊本県内外の百貨店や土産店で販売されていた辛子蓮根の全面撤去が行われた。食中毒事件と関係のない別の辛子蓮根製造業者も風評被害を受けてしまい、50近い業者のうち約半数が廃業に追い込まれる事態となった。
同年12月に熊本県辛子蓮根協同組合が発足。結成時は33社、2020年現在12社が加盟。組合では真空パック商品を製造しない自主基準を設けているが、非加盟業者による真空パック商品は販売されている。